# Ōyama Iwao
Công tước Ōyama Iwao (大山巌 (Đại Sơn Nham) 10 tháng 10 năm 1842 - 10 tháng 12 năm 1916) là một vị nguyên soái của Lục quân Đế quốc Nhật Bản. Ông là một trong những nhà lãnh đạo của phong trào Duy Tân Minh Trị, tham gia sáng lập Lục quân Đế quốc Nhật Bản và là tư lệnh lục quân Nhật trong Chiến tranh Nga-Nhật 1904-1905.

## Tiểu sử

### Những năm đầu
Ōyama sinh tại tỉnh Kagoshima trong một gia đình võ sĩ đạo từ phiên Satsuma. Ông đã tham gia vào phong trào đấu tranh lật đổ chính quyền Tokugawa và là một trong những nhà lãnh đạo của cuộc Duy tân Minh Trị. Trong Chiến tranh Boshin, ông làm chỉ huy trưởng một lữ đoàn. Trong trận Aizu, ông nắm quyền chỉ huy một đơn vị dã pháo tại núi Oda và bị thương bởi quân du kích Aizu do Sagawa Kanbei chỉ huy.

### Kimigayo
Năm 1869, John William Fenton, một huấn luyện viên quân nhạc người Anh, sau khi biết Nhật Bản không có quốc ca chính thức đã đề nghị với Ōyama cùng ông sáng tác quốc ca. Ōyama đồng ý và đứng ra chọn lời bài hát. Lời của bản quốc ca này dựa trên một bài thơ Hòa ca cổ được viết vào thời kỳ Heian (khoảng thế kỉ 10) và có những điểm tương đồng với quốc ca Anh "God Save the King" do sự ảnh hưởng của Fenton. Sau khi lựa chọn lời, Ōyama đã đề nghị Fenton sáng tác giai điệu và Fenton đã trình diễn bản quốc ca này với tên gọi Kimi Ga Yo cho Thiên hoàng Minh Trị vào năm 1870. Tuy nhiên, bài quốc ca này có một giai điệu khá dị thường và nhanh chóng bị lãng quên.

### Sự nghiệp quân sự
Năm 1870, Ōyama đã đến Pháp và học tại Trường võ bị Saint-Cyr (École Spéciale Militaire de Saint-Cyr) và đồng thời là quan sát viên quân sự chính thức của Nhật Bản trong Chiến tranh Pháp-Phổ. Sau đó, ông có thời gian 3 năm (1870-1873) tại Genève, Thuỵ Sĩ để học ngoại ngữ và trong thời gian này đã nói rành tiếng Nga. Ōyama Iwao được xem là khách hàng Nhật Bản đầu tiên của hãng thời trang Louis Vuitton trong thời gian ông sống tại Pháp. Sau khi được phong quân hàm thiếu tướng, ông đã trở lại Pháp để học thêm cùng với Kawakami Soroku. Sau khi trở về nước, ông đã tham gia vào việc củng cố Lục quân Đế quốc Nhật Bản còn đang trong giai đoạn mới hình thành và đánh dẹp cuộc nổi dậy Satsuma của Saigō Takamori - một chí sĩ trong cuộc Minh Trị Duy Tân, mặc dù ông và anh trai mình là anh em họ với Takamori.
Trong Chiến tranh Thanh-Nhật, Quân đoàn 2 do Ōyama chỉ huy đã vượt sông Áp Lục, chiếm bán đảo Liêu Đông, tấn công bán đảo Sơn Đông và Uy Hải Vệ. Nhờ những chiến công này, Ōyama đã được phong tước hiệu Hầu tước trong hệ thống kazoku và 3 năm sau thì trở thành nguyên soái.
Đến Chiến tranh Nga-Nhật, ông trở thành tư lệnh lục quân Nhật và tham gia chỉ huy quân Nhật trong nhiều trận đánh lớn như Trận Liêu Dương, Trận Sông Sa, Trận Sandepu và đặc biệt là chiến thắng vang dội trong trận Phụng Thiên. Sau khi chiến tranh kết thúc với thắng lợi thuộc về Nhật Bản, Thiên hoàng Minh Trị đã phong ông lên Công tước (kōshaku, 公爵).

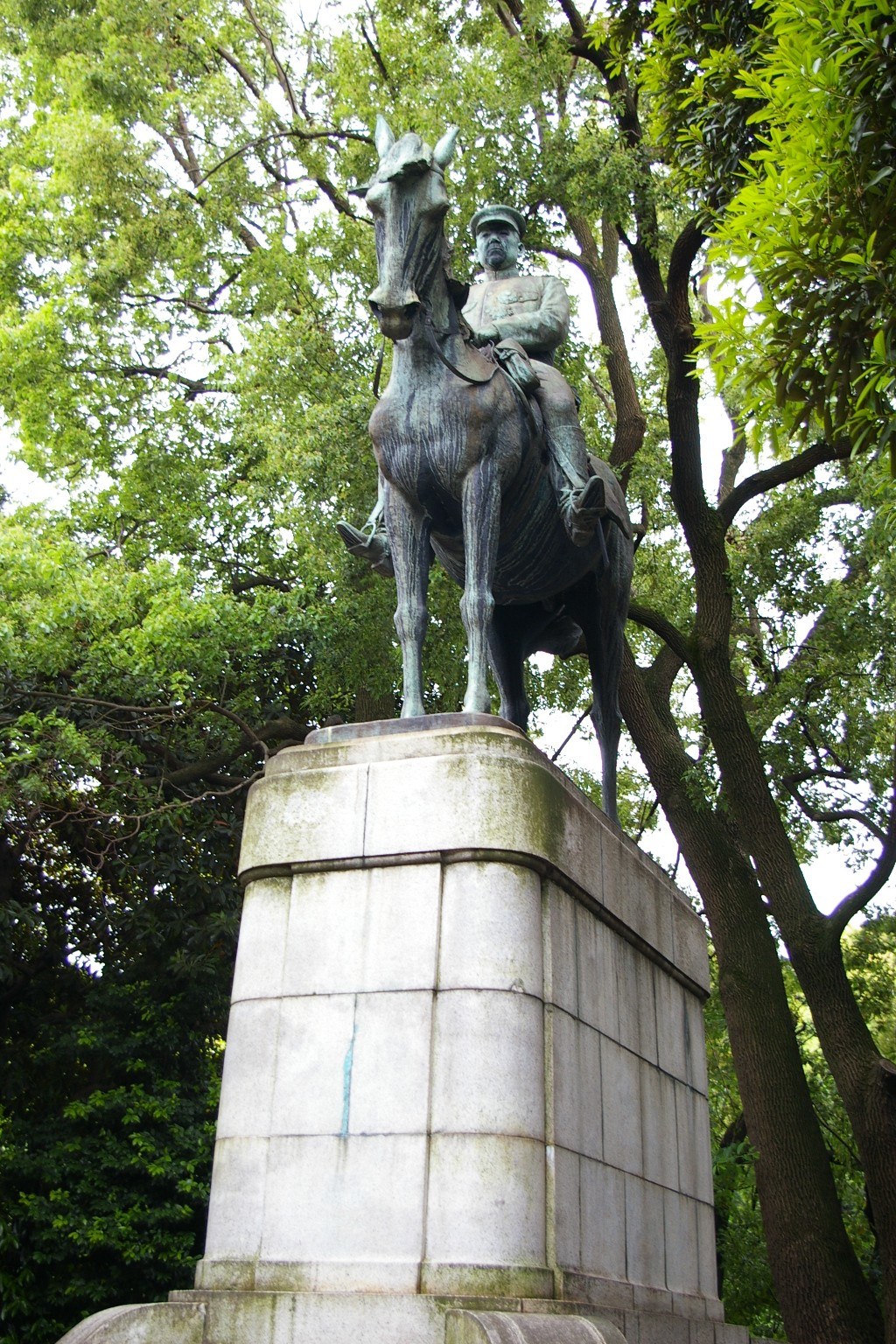
Tượng Ōyama Iwao tại Kudanzaka, Tokyo.

### Sự nghiệp chính trị
Là Bộ trưởng Chiến tranh qua nhiều nội các, Ōyama luôn ủng hộ quyền lực của các nguyên lão (genrō) đồng thời chống lại phong trào dân chủ. Tuy nhiên, khác với Yamagata Aritomo, Ōyama lại không tham gia nhiều vào các hoạt động chính trị. Từ năm 1914, ông trở thành Quan Chưởng ấn của Hoàng gia Nhật Bản.

### Cuộc sống cá nhân

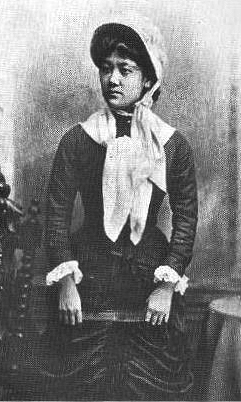
Sutematsu Ōyama tại Vassar

Ōyama là một người có khả năng đọc và viết thông thạo nhiều ngoại ngữ châu Âu. Ông đặc biệt tỏ ra thích thú với kiến trúc phương Tây. Trong thời gian làm Bộ trưởng Chiến tranh, ông đã xây một căn nhà ở Tokyo giống với kiểu dáng một lâu đài Đức.
Mặc dù ông rất thích sự thiết kế này, vợ ông lại phản đối và đề nghị phòng dành cho các con phải thiết kế theo phong cách Nhật Bản để chúng không quên đi truyền thống dân tộc. Căn nhà này đã bị phá hủy sau các cuộc oanh tạc của không quân Mỹ trong Thế chiến thứ hai.
Vợ của ông là bà Yamakawa Sutematsu (em gái của hai vị tướng trong trận Aizu Yamakawa Hiroshi và Yamakawa Kenjiro), trẻ hơn ông 14 tuổi và là người phụ nữ Nhật Bản được gửi đến Mỹ học vào thập niên 1870. Sau một vài năm học ở đây, bà tốt nghiệp Trường Đại học Vassar năm 1882.
Năm 1906, Ōyama được trao tặng Huân chương Công trạng bởi vua Anh Edward VII. Ngoài ra ông còn được nhận Huân chương Cánh diều Vàng và Huân chương Hoa cúc. Ōyama mất năm 1916, hưởng thọ 75 tuổi.